# Puchar UEFA (1991/1992)
Puchar UEFA 1991/1992 (ang. 1991–1992 UEFA Cup) – 21. edycja międzynarodowego klubowego turnieju piłki nożnej Puchar UEFA, zorganizowana przez Unię Europejskich Związków Piłkarskich w terminie 18 września 1991 – 13 maja 1992. W rozgrywkach zwyciężyła drużyna AFC Ajax.

## 1/32 finału
| AFC Ajax – Örebro SK 3:0 i 1:0 1 18.09 1991 1:0 Bergkamp 60, 2:0 Winter 67, 3:0 Pettersson 84 (mecz w Düsseldorfie) 2 02.10 1991 1:0 Winter 66 |
| FC Groningen – Rot-Weiß Erfurt 0:1 i 0:1 1 18.09 1991 0:1 J. Schmidt 2 2 02.10 1991 0:1 Gottlöber 80 |
| VfB Stuttgart – Pécsi Munkás 4:1 i 2:2 1 18.09 1991 1:0 Sammer 20, 2:0 Walter 32, 3:0 Buchwald 35, 4:0 Walter 39, 4:1 Balogh 89 2 02.10 1991 0:1 Magyar 18, 1:1 Strehmel 54, 2:1 Mayer 65, 2:2 Mörtel 84                                                       |
| Sławia Sofia – CA Osasuna 1:0 i 0:4 1 11.09 1991 1:0 Dermendżijew 52 2 02.10 1991 0:1 Cholo 20, 0:2 Bustingorri 22, 0:3 Sola 67, 0:4 Bustingorri 79 |
| Váci Izzó MTE – Dinamo Moskwa 1:0 i 1:4 1 18.09 1991 1:0 Hahn 61 2 02.10 1991 0:1 Kobielew 9, 1:1 Romanek 25, 1:2 Kiriakow 31, 1:3 Koływanow 49, 1:4 Koływanow 67                                                                                              |
| SC Salgueiros – AS Cannes 1:0 i 0:1 (dog), karne 2:4 1 19.09 1991 1:0 Jorge Placido 50 2 03.10 1991 0:1 Omam-Biyik 85 |
| Eintracht Frankfurt – Spora Luksemburg 6:1 i 5:0 1 18.09 1991 1:0 A. Möller 9, 2:0 Bein 14, 3:0 Gründel 32, 4:0 A. Möller 36, 4:1 Rigaud 39, 5:1 Yeboah 46, 6:1 Yeboah 54 2 02.10 1991 1:0 Krause 32, 2:0 Weber 44, 3:0 Krause 61, 4:0 Schmitt 72, 5:0 Bein 90 |
| KAA Gent – Lausanne Sports 0:1 i 1:0 (dog), karne 4:1 1 11.09 1991 0:1 Cina 41 2 02.10 1991 1:0 Verkuyl 47 |
| Liverpool F.C. – FC Kuusysi 6:1 i 0:1 1 18.09 1991 1:0 Saunders 12, 2:0 Houghton 33, 2:1 Lehtinen 35, 3:1 Saunders 77, 4:1 Saunders 85, 5:1 Saunders 86, 6:1 Houghton 90 2 02.10 1991 0:1 Belfield 65                                                          |
| Ikast FS – AJ Auxerre 0:1 i 1:5 1 18.09 1991 0:1 Vahirua 67 2 02.10 1991 0:1 Vahirua 19, 0:2 Ferreri 23, 0:3 Ferreri 50, 0:4 Cocard 72, 0:5 K. Kovács 76, 1:5 O. Hansen 82                                                                                     |
| PAOK FC – KV Mechelen 1:1 i 1:0 1 18.09 1991 1:0 Skartados 40, 1:1 Ingesson 62 2 02.10 1991 1:0 Borbokis 85 |
| FC Swarovski Tirol – Tromsø IL 2:1 i 1:1 1 18.09 1991 0:1 Johanssen 2, 1:1 Hörtnagl 52, 2:1 Gorosito 54 2 02.10 1991 1:0 Westerthaler 11, 1:1 Johanssen 39 |
| Anorthosis Famagusta – Steaua Bukareszt 1:2 i 2:2 (dog) 1 13.09 1991 0:1 Ilie 45, 0:2 Dumitrescu 47, 1:2 Obiku 70k 2 01.10 1991 1:0 Obiku 53, 1:1 Stan 62, 2:1 Kecbaja 84, 2:2 Stan 115                                                                        |
| Sporting Gijón – FK Partizan 2:0 i 0:2 (dog), karne 3:2 1 18.09 1991 1:0 Monchu 64, Luhovy 79 2 02.10 1991 0:1 Mijatović 85, 0:2 Krčmarević 87 (mecz w Stambule)                                                                                               |
| Sporting CP – FC Dinamo Bukareszt 1:0 i 0:2 (dog) 1 18.09 1991 1:0 Jordanow 75 2 02.10 1991 0:1 Gerstenmajer 31, 0:2 Gerstenmajer 118 |
| Real Oviedo – Genoa CFC 1:0 i 1:3 1 19.09 1991 1:0 Bango 44 2 03.10 1991 0:1 Skuhravý 20, 1:1 Carlos 37, 1:2 Caricola 73, 1:3 Skuhravý 89 |
| Slovan Bratysława – Real Madryt 1:2 i 1:1 1 18.09 1991 0:1 Michel 13k, 1:1 Dubovský 69, 1:2 Butragueño 78 2 02.10 1991 0:1 Aldana 41, 1:1 Lancz 89 |
| SK Sturm Graz – FC Utrecht 0:1 i 1:3 1 18.09 1991 0:1 Smolarek 76k 2 02.10 1991 0:1 de Kruyff 56, 0:2 Smolarek 66, 1:2 Deveric 74, 1:3 van der Net 89 |
| Celtic F.C. – Germinal Ekeren 2:0 i 1:1 1 18.09 1991 1:0 Nicholas 15k, 2:0 Nicholas 39 2 01.10 1991 1:0 Galloway 10, 1:1 Schmöller 41 |
| Neuchâtel Xamax – Floriana FC 2:0 i 0:0 1 18.09 1991 1:0 Mottiez 44, 2:0 H. Hassan 57 2 02.10 1991 |
| Hamburger SV – Górnik Zabrze 1:1 i 3:0 1 11.09 1991 0:1 Jegor 50, 1:1 Eckel 80 2 02.10 1991 1:0 von Heesen 60, 2:0 von Heesen 80, 3:0 Spörl 84 |
| CSKA Sofia – AC Parma 0:0 i 1:1 1 19.09 1991 2 02.10 1991 0:1 Agostini 72, 1:1 Paruszew 88 |
| Hallescher FC– Torpedo Moskwa 2:1 i 0:3 1 18.09 1991 1:0 Wüllbier 60, 2:0 Schülbe 64, 2:1 Griszin 65 2 02.10 1991 0:1 Agaszkow 4k, 0:2 Szugajnow 12, 0:3 Tiszkow 88                                                                                            |
| Bangor F.C. – Sigma Ołomuniec 0:3 i 0:3 1 18.09 1991 0:1 Sindelar 33, 0:2 Sindelar 46, 0:3 Kerbr 50 2 02.10 1991 0:1 Latal 21, 0:2 Kerbr 65, 0:3 Gottwald 68                                                                                                   |
| Aberdeen F.C. – Boldklubben 1903 0:1 i 0:2 1 18.09 1991 0:1 Kaus 86 2 02.10 1991 0:1 Johansen 57, 0:2 J. Jansen 87 |
| Cork City – Bayern Monachium 1:1 i 0:2 1 18.09 1991 1:0 Barry 26, 1:1 Effenberg 43 2 01.10 1991 0:1 Labbadia 71, 0:2 Ziege 89k |
| Olympique Lyon – Östers IF 1:0 i 1:1 1 18.09 1991 1:0 Garde 17 2 03.10 1991 0:1 Ja. Jansson 14, 1:1 Roche 54 |
| HAŠK Građanski Zagrzeb – Trabzonspor 2:3 i 1:1 1 11.09 1991 0:1 Cyzio 26, 0:2 Hami 37, 0:3 Unal 56, 1:3 Ž. Petrović 60, 2:3 Ž. Petrović 81k (mecz w Klagenfurt am Wörthersee) 2 02.10 1991 1:0 Ž. Petrović 43, 1:1 Hamdi 67                                    |
| KF Vllaznia – AEK Ateny 0:1 i 0:2 1 18.09 1991 0:1 Dimitriadis 5 2 03.10 1991 0:1 Papaioannou 7, 0:2 Batista 87 |
| Mikkelin Palloilijat – Spartak Moskwa 0:2 i 1:3 1 18.09 1991 0:1 Czerenkow 35, 0:2 Allen 77s 2 03.10 1991 0:1 Mostowoj 27, 1:1 Allen 36, 1:2 Karpin 57, 1:3 Radczenko 77                                                                                       |
| Boavista FC – Inter Mediolan 2:1 i 0:0 1 18.09 1991 1:0 Marlon Brandão 38, 1:1 Fontolan 57, 2:1 Barny 57 2 02.10 1991 |
| Knattspyrnufélag Reykjavíkur – Torino Calcio 0:2 i 1:6 1 19.09 1991 0:1 Mussi 21, 0:2 Annoni 72 2 02.10 1991 0:1 Bresciani 15, 1:1 Skulasson 16, 1:2 Pelicano 45, 1:3 Martin Vázquez 47, 1:4 Scifo 51, 1:5 Carillo 53, 1:6 Scifo 63                            |

## 1/16 finału
| Rot-Weiß Erfurt – AFC Ajax 1:2 i 0:3 1 23.10 1991 1:0 Schultz 39, 1:1 Jonk 46, 1:2 Bergkamp 76 2 06.11 1991 0:1 Pettersson 28, 0:2 Blind 58, 0:3 van Loen 84 (mecz w Düsseldorfie)                                                                  |
| CA Osasuna – VfB Stuttgart 0:0 i 3:2 1 22.10 1991 2 05.11 1991 1:0 Urban 8, 2:0 Marino 18, 3:0 Urban 47, 3:1 Buchwald 80, 3:2 Sverisson 89 |
| AS Cannes – Dinamo Moskwa 0:1 i 1:1 1 22.10 1991 0:1 Kobielew 22 2 06.11 1991 1:0 Omam-Biyik 9, 1:1 Kobielew 43k |
| KAA Gent – Eintracht Frankfurt 0:0 i 1:0 1 22.10 1991 2 06.11 1991 1:0 van den Bergh 35 |
| AJ Auxerre – Liverpool F.C. 2:0 i 0:3 1 23.10 1991 1:0 Ferreri 43, 2:0 K. Kovács 60 2 06.11 1991 0:1 Mølby 4, 0:2 Marsh 30, 0:3 Walters 84 |
| PAOK FC – FC Swarovski Tirol 0:2 i 0:2 1 23.10 1991 0:1 Westerthaler 52, 0:2 Westerthaler 79 (mecz rozegrano bez publiczności) 2 06.11 1991 0:1 Westerthaler 27, 0:2 Westerthaler 66                                                                |
| Sporting Gijón – Steaua Bukareszt 2:2 i 0:1 1 24.10 1991 0:1 Popa 27, 1:1 Luhovy 45, 1:2 Dumitrescu 59, 2:2 Abelardo 90 2 06.11 1991 0:1 Popa 60 |
| Genoa CFC – FC Dinamo Bukareszt 3:1 i 2:2 1 23.10 1991 1:0 Aguilera 15, 2:0 Branco 22, 3:0 Aguilera 59k, 3:1 Signorini 88s 2 06.11 1991 1:0 Matei 9s, 2:0 Aguilera 59, 2:1 Gerstenmajer 68, 2:2 Cristea 88                                          |
| FC Utrecht – Real Madryt 1:3 i 0:1 1 23.10 1991 1:0 Smolarek 18, 1:1 Prosinečki 44, 1:2 Roest 72s, 1:3 Villarroya 80 2 06.11 1991 0:1 Hagi 18 |
| Neuchâtel Xamax – Celtic F.C. 5:1 i 0:1 1 22.10 1991 1:0 H. Hassan 10, 2:0 H. Hassan 20, 3:0 Bonvin 38, 4:0 H. Hassan 56, 4:1 O’Neill 60, 5:1 H. Hassan 74 2 06.11 1991 0:1 Miller 52                                                               |
| Hamburger SV – CSKA Sofia 2:0 i 4:1 1 22.10 1991 1:0 Rohde 36, 2:0 Rohde 89 2 06.11 1991 1:0 Spörl 34, 1:1 Dimitrov 43k, 2:1 Furtok 55k, 3:1 Spörl 83, 4:1 Bode 85                                                                                  |
| Sigma Ołomuniec – Torpedo Moskwa 2:0 i 0:0 1 23.10 1991 1:0 Šindelař 60, 2:0 Maroši 89 2 05.11 1991 |
| Boldklubben 1903 – Bayern Monachium 6:2 i 0:1 1 23.10 1991 0:1 Mazinho 33, 1:1 Manniche 38, 2:1 Nielsen 57k, 3:1 Wegner 62, 4:1 Manniche 65, 5:1 Kaus 78, 6:1 Udbjerg 89, 6:2 Munch 90 2 06.11 1991 0:1 Mazinho 89k                                 |
| Olympique Lyon – Trabzonspor 3:4 i 1:4 1 23.10 1991 0:1 Seymuz 51, 0:2 Hami 53, 1:2 Bouderbala 60, 2:2 Bursać 64, 2:3 Hami 77, 3:3 Fernández-Leal 78, 3:4 Orhan 90 2 06.11 1991 0:1 Hami 19, 0:2 Hamdi 27, 1:2 Bursać 41, 1:3 Orhan 44, 1:4 Hami 81 |
| Spartak Moskwa – AEK Ateny 0:0 i 1:2 1 23.10 1991 2 06.11 1991 1:0 Mostowoj 35k, 1:1 Batista 64, 1:2 Dimitriadis 75 |
| Torino Calcio – Boavista FC 2:0 i 0:0 1 24.10 1991 1:0 Lentini 2, 2:0 Annoni 69 2 06.11 1991 |

## 1/8 finału
| CA Osasuna – AFC Ajax 0:1 i 0:1 1 27.11 1991 0:1 Bergkamp 47 2 11.12 1991 0:1 Bergkamp 13 (mecz w Düsseldorfie)                                                                    |
| KAA Gent – Dinamo Moskwa 2:0 i 0:0 1 27.11 1991 1:0 van den Bergh 32, 2:0 van der Linden 85 2 11.12 1991 (mecz w Symferopolu)                                                      |
| FC Swarovski Tirol – Liverpool F.C. 0:2 i 0:4 1 27.11 1991 0:1 Saunders 58, 0:2 Saunders 79 2 11.12 1991 0:1 Saunders 41, 0:2 Saunders 57, 0:3 Saunders 68, 0:4 Venison 80         |
| Steaua Bukareszt – Genoa CFC 0:1 i 0:1 1 27.11 1991 0:1 Skuhravý 22 2 11.12 1991 0:1 Aguilera 59                                                                                   |
| Neuchâtel Xamax – Real Madryt 1:0 i 0:4 1 27.11 1991 1:0 I. Hassan 36 2 12.12 1991 0:1 I. Hassan 47s, 0:2 Hagi 52, 0:3 Michel 65k, 0:4 Sanchis 68                                  |
| Hamburger SV – Sigma Ołomuniec 1:2 i 1:4 1 27.11 1991 0:1 Hapal 10, 1:1 Furtok 22, 1:2 Hapal 45 2 10.12 1991 0:1 Kerbr 13, 1:1 Spörl 60, 1:2 Hapal 65, 1:3 Latal 70., 1:4 Hanuš 76 |
| Boldklubben 1903 – Trabzonspor 1:0 i 1:1 1 27.11 1991 1:0 Lars Nielsen 43 2 11.12 1991 0:1 Hamdi 57, 1:1 Manniche 82                                                               |
| AEK Ateny – Torino Calcio 2:2 i 0:1 1 27.11 1991 1:0 Batista 22, 1:1 Casagrande 33, 1:2 Bresciani 36, 2:2 Sabanadžovic 73 2 11.12 1991 0:1 Casagrande 54                           |

## 1/4 finału
| KAA Gent – AFC Ajax 0:0 i 0:3 1 04.03 1992 2 18.03 1992 0:1 Kreek 7, 0:2 Bergkamp 10, 0:3 Jonk 89                                         |
| Genoa CFC – Liverpool F.C. 2:0 i 2:1 1 04.03 1992 1:0 Florin 40, 2:0 Branco 88 2 18.03 1992 1:0 Aguilera 27, 1:1 Rush 49, 2:1 Aguilera 72 |
| Sigma Ołomuniec – Real Madryt 1:1 i 0:1 1 04.03 1992 1:0 Hapal 26, 1:1 F. Hierro 45 2 18.03 1992 0:1 Sánchez 82                           |
| Boldklubben 1903 – Torino Calcio 0:2 i 0:1 1 04.03 1992 0:1 Casagrande 37, 0:2 Pelicano 82 2 19.03 1992 0:1 I. Nielsen 30s                |

## 1/2 finału
| Genoa CFC – AFC Ajax 2:3 i 1:1 1 01.04 1992 0:1 Pettersson 1, 0:2 Roy 60, 1:2 Aguilera 73, 2:2 Aguilera 80, 2:3 Winter 89 2 15.04 1992 1:0 lorio 30, 1:1 Bergkamp 46 |
| Real Madryt – Torino Calcio 2:1 i 0:2 1 01.04 1992 0:1 Casagrande 57, 1:1 Hagi 60, 2:1 F. Hierro 65 2 15.04 1992 0:1 Rocha 7s, 0:2 Fusi 76                           |

## Finał
| Torino Calcio – AFC Ajax 2:2 i 0:0 |
| 29 kwietnia 1992 Turyn Stadio Delle Alpi (65 377) Torino Calcio – AFC Ajax 2:2 (0:1) Sędzia: Joseph Worall (Anglia) Bramki: 0:1 Wim Jonk 17, 1:1 Walter Casagrande 65, 1:2 Stefan Pettersson 73k, 2:2 Walter Casagrande 82 Żółte kartki: Pasquale Bruno, Enrico Annoni / – Torino Calcio (trener Emiliano Mondonico): Luca Marchegiani – Pasquale Bruno, Enrico Annoni, Roberto Cravero (kapitan, 80 Giorgio Bresciani), Roberto Mussi (83 Gianluca Sordo), Silvano Benedetti, Enzo Scifo, Rafael Martín Vasquez, Giorgio Venturin, Gianluigi Lentini, Walter Casagrande Amsterdamsche Football Club Ajax (trener Louis van Gaal): Stanley Menzo – Sonny Silooy, Danny Blind (kapitan), Wim Jonk, Frank de Boer, Aron Winter, Michel Kreek, Dennis Bergkamp, John van 't Schip, Stefan Pettersson, Bryan Roy (82 Alphons Groenendijk) |
| 13 maja 1992 Amsterdam Olympisch Stadion (42 000) AFC Ajax – Torino Calcio 0:0 Sędzia: Zoran Petrović (Jugosławia) Żółte kartki: Sonny Silooy / Walter Casagrande, Gianluca Sordo Amsterdamsche Football Club Ajax (trener Louis van Gaal): Stanley Menzo – Sonny Silooy, Danny Blind (kapitan), Wim Jonk, Frank de Boer, Aron Winter, Michel Kreek (80 Marciano Vink), Rob Alflen, John van 't Schip, Stefan Pettersson, Bryan Roy (65 John van Loen) Torino Calcio (trener Emiliano Mondonico): Luca Marchegiani – Roberto Mussi, Roberto Cravero (kapitan, 58 Gianluca Sordo), Silvano Benedetti, Luca Fusi, Roberto Policano, Rafael Martín Vasquez, Enzo Scifo (62 Giorgio Bresciani), Giorgio Venturin, Gianluigi Lentini, Walter Casagrande                                                                                    |